# Officiers de justice de la Couronne
Les officiers de justice de la Couronne (Law Officers of the Crown en anglais) sont les conseillers juridiques de la Couronne.
Ils conseillent et représentent le gouvernement du Royaume-Uni et dans les autres royaumes du Commonwealth. En Angleterre, au pays de Galles et dans la majorité des États du Commonwealth, l'officier de justice en chef est appelé procureur général (Attorney General). Il est nommé avocat général (Advocate General) en Écosse.

## Angleterre-et-Galles
Le procureur général pour la juridiction d’Angleterre-et-Galles (Attorney General for England and Wales) est le conseiller juridique en chef de la Couronne en Angleterre et au pays de Galles. Il est un membre du gouvernement et dirige le bureau du procureur général (Attorney General's Office).
Sous le gouvernement de Rishi Sunak, Victoria Prentis occupe la fonction de procureur général (et celle d’avocat général pour l’Irlande-du-Nord), assistée de Robert Courts en qualité de solliciteur général pour la juridiction d’Angleterre-et-Galles (Solicitor General for England and Wales).

## Écosse
Le Lord Advocate est le conseiller juridique en chef de la Couronne en Écosse. Elle dirige le Bureau de la Couronne et Service du Procureur (Crown Office and Procurator Fiscal Service), en faisant le procureur en chef en Écosse. 
D'après les récentes réformes constitutionnelles, le Lord Advocate, ancien conseiller en chef, est devenu un membre du gouvernement écossais, alors que le gouvernement britannique est conseillé en matière de droit écossais par le nouveau poste d'avocat général pour l'Écosse.
L'actuelle Lord Advocate est Elish Angiolini. Elle est assistée par le solliciteur général pour l'Écosse (Solicitor General for Scotland), actuellement Frank Mulholland.
L'actuel avocat général pour l'Écosse est Jim Wallace, Baron Wallace of Tankerness.

## Irlande du Nord
En 1972, les fonctions de l'ancien procureur général pour l'Irlande du Nord (en) (Attorney General for Northern Ireland) ont été conférées au procureur général en Angleterre-et-Galles. Ainsi, alors que le maintien de l'ordre et la justice étaient dévolues à l'Assemblée nord-irlandaise (Northern Ireland Assembly) d'après l'accord de Saint-Andrews (Saint Andrews Agreement), ces fonctions sont séparées entre les nouveaux procureur général pour l'Irlande du Nord (en) (Attorney General for Northern Ireland) et avocat général pour l'Irlande du Nord (Advocate General for Northern Ireland).
La fonction est exercée par Victoria Prentis dans le gouvernement de Rishi Sunak.

## Commonwealth
La plupart des gouvernements du Commonwealth et coloniaux ont également leurs propres procureurs généraux. Certains ont cependant le titre d'avocat général.
Au Canada, on parle d'avocat de la couronne.